# DSpace
DSpace는 2002년 메사추세츠주 케임브리지시의 MIT(massachusetts Institute of Technology)와 HP 연구소(Hewlett-Packard) 개발자들의 협력에 의해 공동으로 개발한 오픈 소스 소프트웨어이다. MIT의 논문, 회의자료, 이미지, 동료간의 리뷰 자료, 기술보고서, 연구중인 자료등에 대한 저장, 공유, 검색을 위해 만들어졌다. open access self-archiving system으로 2014년 4월 기준 전 세계 1440여개 이상의 대학, 연구소, 공공기관등 다양한 분야에서 지적 생산물을 수집·공유하기 위한 기관 리포지터리 시스템으로 활용하고 있다.

## 배경
DSpace는 MIT 교수와 연구자들이 연구자료와 학술출판물을 보다 복잡한 디지털 형태로 생산하게 되면서 이들을 수집·보존·색인 및 배포하는 업무를 도서관이 수행해 줄 것을 요청하면서 추진되었다. MIT 도서관에서는 DSpace 시스템 개발을 통해 디지털 연구성과물과 학술출판물을 전문적으로 관리하여 정보자료의 가시성을 높일 뿐 아니라 접근성을 높일 수 있는 방안을 강구하게 되었다.

## 발달
초기에는 교원들의 연구 성과물만을 대상으로 하고 학생들의 자료와 기관의 기록물, 기타 연구원들의 성과물 등은 포함하지 않았지만, 점차적으로 교원 이외에 연구원들의 성과물일지라도 그 유용성이 인정되고 저작권이 허용하는 범위 내에서 포함하게 하였다. 또한 도서관에서도 커뮤니티를 구성하여 전자학위 및 지적자산으로서 유용하다고 판단되는 자료를 컬렉션으로 보존할 수 있도록 그 범위를 확대하였다.
최근 DSpace는 HP, MIT, University of Edinburgh, University of Cambridge, OCLC, University of Toronto, Australian National University 등 DSpace 시스템을 채택한 전 세계의 여러 기관들로 하여금 D-Space 연합공동체를 구성하여 기술적인 문제 및 여러 현안들을 공동체내의 개발자, 연구자, 이용자들 주도하에 2008년 3월 버전 1.5를 개발하였다.

## 운영주체
DSpaces는 커뮤니티, MIT 도서관, 그리고 MIT 행정 부서들 간의 협력에 의해 운영되고 있다. 커뮤니티에 의해서 DSpace 콘텐츠 생산이 이루어지고 있고, MIT 도서관이 전체 커뮤니티를 총괄하는 업무 및 DSpace를 관리, 보존, 배포하고 있다. MIT 행정부서는 몇몇의 자원들에 대한 지침을 규정하고 있고, DSpace 담당주체들간의 이해관계, 정책이나 지침에 대한 논의, DSpace를 개발하기 위해 요구되는 절차 등을 매우 중요하게 여기고 있다.

## 구축소프트웨어
DSpace는 디지털 자원 관리를 위한 도구를 제공하는 오픈 소스 소프트웨어이다. 기관리포지터리 구축을 위한 기초로 많이 사용되고 있고 디지털 보존을 위한 플랫폼으로써의 역할을 하고 있다. DSpace는 웹 기반 리포지터리겸 커뮤니티 기반의 리포지터리이며 학위논문관리, 전자문서관리, 디지털 보존, 전자출판 등의 업무를 수행하는 기관리포지터리와 수업자료 리포지터리 등을 구축 할 수 있다. DSpace 소프트웨어는 무료로 다운로드하여 각 기관에 적합한 형태로 커스터 마이징하여 사용할 수 있고 sorceforge 및 GItHub를 통해 다운로드 받을 수 있다. DSpace는 2002년 발표 이후 전 세계대학교에서부터 고등 교육기관, 문화조직, 그리고 연구센터 등 700개 이상의 기관에서 구축 및 운영되고 있다.

## 구축범위
DSpace는 각 학과 및 연구소에서 생산되는 학술논문, 책, 회의 보고서, 3D, 사진, 필름, 비디오, 연구 자료 세트 등을 포함하는 폭 넓은 자료 지원을 하고 있다. 2010년 9월 현재 45,385여 건의 학술정보가 등록되어 있다. MIT 도서관에서는 DSpace 콘텐츠 정책을 다음과 같이 제안하고 있다. DSpace에 수록되는 자료들은 MIT 교수들에 의해 제안되거나 검증되어야하고 교육 또는 연구를 지향하는 자료이어야 한다. 그리고 자료는 디지털 포맷으로 저장되어야 하고 배포를 할 수 있게 완전한 것이어야 한다. 또한 저자 또는 소유자는 자발적으로 DSpace를 통해 자료를 보존하고 배포할 권리를 MIT에 양도해야 하며,만약 자료가 시리즈의 일부분이라면, 시리즈에 있는 다른 자료 또한 등록해야하며 DSpace는 가능하면 완전한 세트 형태로 제공하고자 한다. DSpace는 초기에는 교수의 연구 자료만을 수집하고 학생들의 자료나 기관의 기록물, 기타 연구원들의 자료는 포함하지 않았다. 그러나 점차적으로 DSpace커뮤니티는 교원이외의 연구원들의 저작물일지라도 그 유용성을 인정하되 저작권이 허용하는 한 보관할 수 있게 하였다. 또한 기타 도서관에서도 커뮤니티를 구성하여 전자학위논문 및 지적자산으로서 유용하다고 판단되는 자료는 컬렉션으로 보존 할 수 있도록 그 범위를 확대하였다.

## 개발과정
DSpace의 개발 초기에는 HP 연구소, MIT, OCLC, University of Cambridge, University of Edinburgh가 개발의 주축을 이루었고 이후 2곳의 추가개발주체로 Australian National University와 텍사스 A&M대학교가 가입하였다. 2000년 3월에 HP사는 DSpace를 개발하기 위해서 MIT와 18개월간 공동 협력했으며, MIT 도서관에 $1.8M을 투자했다. 2002년 11월에 HP 연구소와 MIT 도서관은 전 세계에 시스템을 공개하였고, 1개월 뒤에 MIT 도서관의 새로운 시스템으로 소개하였다. 2002년 11월에 첫 번째 버전이 공개되었고 2004년 3월 첫 번째 DSpace를 이용하는 이용자 그룹 미팅(DSUG)을 통해 DSpace커뮤니티와 향후 관리에 대한 논의가 이루어졌다. 이후 2005년 DSpace버전 1.3, 2008년 3월 DSpace 버전1.5가 발표되었다. DSpace는 분산형 오픈 소스로 개발되었고,HP사나 MIT에서 중앙 통제를 하는 것이 아니라 참여자의 합의에 의해서 전체적인 방향이 결정된다.

## 발전 사례
DSpace Manakin은 텍사스 A&M 대학에서 개발한 이용자 인터페이스로 DSpace 시스템을 개선한 것이다. DSpace의 외형을 웹 존재로 확장하는 인터페이스인 보고-느끼기(look-and-feel)를 구현하기 위해서 DSpace의 community와 collection 기능을 추가·보완 했다. 특징을 보면 첫째, 각 community와 collection 구조가 뚜렷하게 보고-느끼기를 유지하도록 한다. 둘째, 내부처리(businesslogic)와 양식 디자인을 분리한다. 셋째, Manakin을 통해 새로운 인터페이스 구조를 구축한다. 넷째, 콘텐츠의 국제화, 지역화가 모두 가능토록 한다. 다섯째, 기존의 JSP 기반의 인터페이스를 바꾸지 않는 인터페이스를 제공한다.
DuraSpace는 DSpace와 또 다른 기관 리포지터리 시스템인 Fedora가 공동으로 같은 사명을 추구하기 위해서 그들의 조직을 결합하고 그 조직의 이름을 명명한 것이다. 이 결합된 조직은 디지털콘텐츠를 관리, 보존, 접근을 제공하는 국제적인커뮤니티를 지향하며, 이를 위한 오픈 소스 기술에 있어서 리더십과 혁신을 제공할 것이다. DuraSpace는 Fedora와 DSpace의 리포지터리 플랫폼을 유지하고 성장시키며, 웹의 역동적인 환경과 이용자의 새로운 요구를 반영하는 새로운 기술과 서비스를 제공할 것이다. DuraSpace는 기존의 커뮤니티를 지원하는 데 역점을 두면서도 비영리적으로 좀 더 다양한 기관들이 참여하도록 지원할 것이다.
우리나라에서 DSpace를 응용해 국가적 차원에서 처음 기관 리포지터리 시스템을 구축한 기관은 KERIS 다. 대학에서 생산된 지식정보의 공동활용체제 구축을 위하여 '생성 및 유통체계 시스템‘인 dCollection을 2003년 개발하였다. 이 시스템은 MIT의 DSpace와 유사한 구조를 가지고 있으며, 학술자료구축시스템, 기존변환시스템, 유통시스템, 통합검색시스템, 관리시스템으로 구성된다.
그러나 오픈 액세스를 지향하는 최초의 기관 리포지터리 시스템 운영은 2007년 가동한 KAIST의 DSpace 기반 KOASAS(KAIST Open Access Self-Archiving System, http://koasas.kaist.ac.kr)다%5B(과거+내용+찾기)%5D. 구축된 자료 유형은 학술지에 수록된 연구논문과 학술대회 발표 논문이 중심이다.
이후 DSpace를 운영한 서울대학교는 S-Space(http://s-space.snu.ac.kr)명칭을%5B깨진+링크(과거+내용+찾기)%5D 사용하여 2008년 12월 22일 정식 가동하였다. 2009년 11월말 현재 15,189건의 자료가 등록됐으며, 자료 유형은 학술지에 실린 연구논문과 학술대회 발표 논문, 서울대학교 내 각종 학회나 기관에서 발행하는 학술지 및 학위논문이 등록되어 있다. Google Analytics를 활용하여 2009년 1월부터 8월까지의 이용률 분석을 보면 전 세계 122개국 12,150명이 S-Space를 방문한 것으로 나타나 이용률 증가에 크게 기여하고 있고, 나아가 인용률 증가도 기대할 수 있다.

## 디스페이스의 활용 사례
최근 국내에서 눈에 띄는 디스페이스 구축 사례를 보면 서울대의 기관 리포지토리 시스템인 S-Space이다. 2008년 12월에 출범한 S-Space는 서울대의 지적 생산물을 수집, 공유하는 기관 리포지토리이다.
서울대는 S-Space를 이용하는 이유를 다음 5가지로 들고 있다.
1) 자료의 기사성 확대: S-Space뿐만 아니라 구글을 통해서도 검색 가능
2) 논문의 인용 횟수 증가: 웹을 통한 공개 이용으로 인용 횟수 증가
3) 지속적인 URL 제공: 각 학술자료에 대한 지속적이고 영구적인 URL 부여
4) 안전한 보관: 도서관이 학술자료의 보존 및 백업담당
5) 학과 및 연구소 자료의 홍보: 연구 성과물을 학내 구성원과 공유 및 홍보

## 핵심서비스와 부가서비스
DSpace는 핵심서비스와 부가서비스 기능을 가지고 있다. 핵심서비스는 온라인 서비스(interactive services)와 운영관리 서비스(operations services)등이 있다. 온라인서비스는 논문제출, 검색 브라우징, 액세스 기능을 제공하고 운영관리 서비스는 저작물 수집 및 보존관리, 커뮤니티 관리 및 지원, 이용자 질의응답, 시스템 모니터링, 백업 등을 제공한다. 부가서비스로는 전자문서변화(e- conversation), 메타데이터(metadata service), 저장공간할당(custom repository), 이용통계보고(user reporting service)등이 있다. 전자문서변환은 비디지털 콘텐츠의 변환 및 포맷변환등을 제공한다. 메타데이터는 기관 자원 특성에 맞는 메타데이터 상담 및 자문, 메타데이터 생성 및 지원한다.. 저장공간할당은 커뮤니티의 요구에 따른 저장공간을 할당한다. 이용통계보고는 이용자 분석, 통계기능, 최신주지서비스 기능을 제공한다. 핵심서비스는 커뮤니티와 이용자 누구나 무료로 이용할 수 있으며 부가서비스는 커뮤니티 구성원의 특별한 요구에 부응하기 위하여 설계된 전문 유료 서비스로서 시스템보완을 요청하는 기관에 한해 제공된다.

## 콘텐츠
모든 형태의 디지털 자료로 텍스트,이미지,비디오,오디오 파일을 포함한다. DSpace가 수용하는 자료의 유형은 기사와 견본인쇄(Articles and preprints), 기술 보고서(Technical reports), 조사 보고서(Working paper), 협상문(Conference papers), E-theses(electronic theses,전자논문), 데이터 모음(Datasets), 이미지(Images), 오디오 파일(Audio file), 비디오 파일(Video file), 학습 객체(Learning objects), 웹 페이지(Web pages) 등이다.

## 시각화
dspace는 자유로운 오픈 소스 소프트웨어이다. 어떻게 dspace가 돌아가는지에 대한 그림이다.

## duraspace 로고
DSpace Foundation과 Fedora Commons가 태그크라우딩 베이스나 조직 베이스의 스토리지·프로바이더에 대해서 용이하게 컨텐츠를 전달하는 새로운 웹·베이스 서비스 “DuraSpace”의 로고이다.

## 주요기능
1. 데이터관리
Data Model-조직구조를 반영할 수 있도록 데이터 구조를 설계한다.
Metadata-콘텐츠의 기술,관리,구조를 위한 3가지 메타데이터로 구성되어 있다.
Import&export-다양한 데이터 형식의 반입과 반출을 위한 일괄적 틀을 제공한다.
History-각 아이템별 데이터 변경 히스토리를 기록한다.
2. 사용자 및 권한관리
E-people& Groups-애플리케이션 이용자를 식별하기 위한 사용자 및 그룹을 관리한다.
Authentication-인증방식을 다양하게 구성할 수 있는 스택 형식의 인증구조를 채택한다.
Authorization-사용자 그룹과 자원객체 간의 접근권한을 정책에 기반하여 설정한다.
3. 저장관리
Bitstream'Persistent'ID-아이템 핸들과 유사하게 비트스트림에도 영구적 식별자를 부여한다.
SRB Support-콘텐츠 저장,관리를 위한 견고한 스토리지 자원 브로커를 지원한다.
Checksum Checker-콘텐츠가 파손되었는가를 검사하는 무결성 체크 틀을 제공한다.
4. 검색/열람
Search&Browse-루씬(lucene)기반의 전문검색서비스와 다양한 브라우징을 제공한다.

## 역할
Dspace, Fedora, Eprints 등의 리포지터리는 상업적 정보 커뮤니티와 학술적 커뮤니티의 특성을 변화시키고 있다. 대학 , 연구소 , 출판사 , 도서관 , 기업 등은 혁신적인 리포지터리 기반 시스템을 생성하고 있다. 이 시스템들은 디지털 컨텐츠의 생성과 관리를 지원하는 데이터에서부터 정보의 생애 전체를 담당하여 정보의이용 , 재이용 , 상호연결을 가능하게 하고 장기 보존과 아카이빙을 보장하는 역할을 한다.

## 장점
1. 전 세계적에서 가장 큰 사용자들과 이용자들의 공동체이다.
dspace는 현재 1000개 이상의 기관들이 생산 혹은 포르젝트 환경에 있는 dspace 소프트웨어를 이용하고 있다. 가장 공통적인 사용은 협회의 저장소로서의 도서관 검색이다. dataset 저장소 혹은 media 기반 저장소를 주인으로 관리하면서 사용하는 많은 기관들이 있다. 미국에서의 2007년 CLIR에서 행해진 기관적 저장소의 인구 조사에서 제도적 저장소 시스템 소프트웨어에서 466 참가자가 있다는 조사가 있었다.
2.자유로운 오픈 소스 소프트웨어
dspace 오픈 소스 소프트웨어는 소스포지(오픈소스 프로젝트 포탈 사이트) 오픈 소스 소프트웨어 저장소로부터 누구에게나 무료로 그리고 다운로드 될 수 있다. 코드는 현재 허락을 받은 BSD 밑에 open source 허가된다. 이것은 어느 단체라도 사용하고 수정하고 심지어는 통합시킬수도 있다는 것을 의미한다. 코드를 그들의 상업적 적용으로 어느 허가에 대한 지불 없이 말이다. 물론 dspace 의 목적은 향상시킨다면 스프트웨어의 코드가 모든 사람들의 이익에 맞게 이용자들이 향상시키고 기여하는 것이다. 오늘날 100명이 넘는 기여자들이 전 세계에 code의 버그를 고치고 있는 등 여러모로 기여하고 있다. 코미터라 불리는 자발적 개발업자의 작은 그룹에 의해 dspace는 운영된다. 계획하고 통합하고 발산하는 새 특징들과 버그 고침 커뮤니티는 다 자발적으로 이들에 의해 이루어진다. 다른 오픈 소스 솔루션과 dspace를 비교했을 때 다른 솔루션들보다 사용이 적합하다고 볼 수 있다.
3. 모든 타입의 디지털 콘텐츠를 관리하고 보존할 수 있다.
dspace는 많은 수의 파일 형식과 mime 형식에 적용이 가능하다. 가장 많이 쓰이는 포맷들은 현재로서 dspace에 있는 것은 PDF　word jpeg MPEG TIFF 등이 있다. dspace에서만 볼 수 있는 훌륭한 자동 인식기능은 많은 파일 형식에서 이루어지며 어느 형식이라고 dspace에 의해 관리 가능하다. dspace는 또한 간단한 파일 형식 등록을 제공한다. 이는 이용자들에 인식 불가능한 어떤 형식이라도 등록이 가능하며 이것은 미래에 분별될 것이다.
4. 좋은 설치 기능.
dspace는 쉽게 설정 변경 가능한 web에 기반한 인터페이스를 제공한다. 이것은 어떤 시스템의 관리자라도 설치할 수 있다. Mac OS X, Windows , single Linux같은 것들 말이다. dspace를 설치하기 전에 시험해 보고 싶다면 dspace공식 홈페이지를 방문해 시연할 수 있다.
5. 교육적, 정부, 그리고 상업적 기관이 사용한다.
dspace는 고등 교육 기관의 사용에 기반을 두고 있다. 동시에 넓은 적용을 보이고 있다. 소프트웨어는 박물관, 주 기록보관소, 주와 국가 도서관, 저널 보관소, 컨소지엄, 그리고 상업적 회사가 그들의 이지털 자산을 관리하는 데 사용되어 왔다.
6. 핸들을 이용한 영속적인 식별자(persistentidentifier)를 부여하는 방식
영속적인 디지털 리포지터리의 목표는 미래에도 저장된 자료가 검색될 수 있도록 하는 것이다. 특히 저장된 자료가 인쇄형태의 논문이든 온라인 논문이든 이들 자료에 대한 인용정보가 오랜 동안 유효하도록 유지하는 것이 중요하다. 이를 위해서 DSpace는 각 아이템에 영속적인 식별자를 부여하기 위해 CNRI 핸들시스템을 선택했다. 핸들 시스템은 영속적인 식별기호(또는 핸들)를 부여하고, 관리하고, 저장한다. 핸들 시스템은 미국의 CNRI(Corporation for National Research Initiatives)에서 개발되어 초기에는 전자도서관을 중심으로 발전하였고, IDF(International DOI Foundation), 미국회도서관(Library of Congress,이하 LC)등에 활용되고 있다. 핸들은 고유하며 영구적으로 유지·관리된다. 핸들 시스템에서는 해당 기관에 고유 Prefix를 할당하고, 해당 기관 리포지터리 시스템에 자료를 등록하면 자동으로 핸들 즉, http://hdl.handle.net/(고유번호)가%5B깨진+링크(과거+내용+찾기)%5D 부여된다. 예를 들어 서울대학교 S-Space의 사례를 보면, http://hdl.handle.net/10371/5960의%5B깨진+링크(과거+내용+찾기)%5D 서울대학교 고유 번호 Prefix는 ‘10371’이고, 등록된 논문의 고유번호는 ‘5960’이다. DSpace의 구조가 community, sub-community, collection의 구조를 갖기 때문에 이러한 식별번호 체계는 특정 community나 collection으로 직접 연결할 수 있게 한다. 기관의 홈페이지나 개인 홈페이지 사이트가 변동이 잦고, 서버의 안전성에 대한 신뢰를 갖기 어려울 뿐만 아니라, 전자저널 형태로 출간된 논문의 경우 웹 주소가 상당히 길어 고유 식별번호로 사용하기 어렵지만, DSpace에 등록된 학술자료는 핸들 시스템을 통해 영속적인 고유 식별기호를 부여 받아 DOI와 같이 사용할 수 있는 장점이 있다.

## 시스템 구조
DSpace는 저장계층(storagelayer), 내부처리계층(businesslogiclayer), 응용계층(applicationlayer)의 세 가지 계층 구조로 이루어져 있고, 향후 커스터마이징과 확장을 가능케 하는 API를 가지고 있다. 저장계층은 PostgreSQL 데이터베이스 테이블로 운영되는 파일 시스템을 사용해서 구현되었고, 내부처리계층은 워크플로우(workflow), 콘텐츠 관리, 운영, 검색 및 브라우즈 모듈을 포함하는 DSpace만의 특징적인 기능을 보유하고 있다. 각 모듈은 DSpace를 채택한 기관이 원하는 기능을 교체하거나 확장을 허용하는 API를 보유하고 있다. 마지막으로 응용계층은 시스템에 대한 인터페이스를 포괄하는데,Web UI(User Interface)와 배치로더(batch loader) 및 OAI지원, DSpace 아이템(item, 개별자료)에 영구적 식별자를 부여하는 핸들 서버 등이다. 다른 시스템과의 상호 운용성 지원과 같은 새로운 기능의 웹 서비스를 추가하고 DSpace를 채택한 기관들 간의 통합적인 서비스를 정의하는 등 향후 업그레이드에서 많은 관심을 가져야 할 부분이다.

## 처리 프로세스
DSpace의 처리 프로세스는 다음과 같은 단계를 거쳐서 이루어진다. 연구자가 로그인을 하면 지정된 community나 collection으로 접근하고 이 공간에 해당 자료의 메타데이터를 입력한다. 메타데이터 입력 후에 원문 파일을 업로드하고, 오픈 액세스에 대한 공개동의 절차 후 입력 작업은 끝난다. 이 자료는 관리자 승인 후에 검색이 가능하게 된다. 관리자 승인 작업에서는 입력된 메타데이터를 수정, 보완하며 저작권 정책 확인을 통해서 원문 서비스 여부도 아울러 검토하게 된다.

## 정보 모델
시스템의 정보모델은 조직의 "공동체"개념에 따라 구축되어 있다. 공동체는 각각 독특한 정보관리 요구를 가지고 있는 기관의 자연스러운 하부 단위를 말한다. 규모가 큰 연구대학인 MIT의 경우, 공동체는 대학원, 학과, 연구실, 연구소 등으로 정의 할 수 있다. 각 공동체는 자신의 특별한 요구에 부합하는 컬렉션(collection) 시스템을 채택하고 제출과정을 독자적으로 관리할 수 있다.

## 기술적 특징
DSpace의 기술적 특성에서 보면 공유를 우선하는 연구영역에 적합하다. 메타데이터의 지원 여부 및 설치의 까다로움은 취약점이라 할 수 있지만, 설치가 까다로운 대신에 그만큼 기능이 많다고 볼 수도 있다. 설치뿐만 아니라 등록과정도 간단하지 않아, 단계별로 등록 과정을 저장할 수 있는 기능(personal workspace)을 지원한다. 자료가 입수되면 수정과 검토를 한 번 거친 이후에 비로소 아카이브로 이동할 수 있다. DSpace의 관리자는 커뮤니티와 컬렉션을 생성하고 웹 페이지를 수정하며, 메타데이터 관리 및 대량 반출 및 반입을 담당한다. 교육 매체 자원을 지원하는 것에 관심이 많으며 대학 중심의 색채가 강하다.
기술적 특징 중에서 주목할만한 사항으로는 이용자 인증, 정보 보호, 암호화 등을 보안에 관한 항목이라고 설정하고 실제적인 해결 방안을 제시하고자 노력하는 것이다. 보안 문제를 해결하기 위해 DSpace는 파일 자체를 남기는 비트 방식의 보존과 마이그레이션(migration)을 수행하는 기능적 보존을 지원한다. 파일 형식의 수준을 지원 가능, 인식 가능, 지원 불가로 구분하여 기능적 보존을 지원한다. 버전 히스토리 기능은 버그 수정과 버전의 변화 내용 및 개발방향 까지도 가늠할 수 있는 중요한 정보로 DSpace는 히스토리 기능에 유독 강하다. 히스토리 기능은 커뮤니티, 컬렉션, 아이템, 이용자 단위에서 생성할 수 있으며 데이터 등록과정에서의 생성, 수정, 삭제 등의 기록도 확인할 수 있다.

## DSpace Federation
DSpace 커뮤니티 이용자 그룹인 DSpace Federation은 커뮤니티 회원이 되기 위한 특정한 가입 방식 없이 , 연구기관 ·도서관 ·정부부처 ·기록보존소 ·문화유산기관 ·기
업체가 참여한 유동적인 형태이다. 2006년 6월 5일에 열린 DSpace Governance Advisory Board meeting에서는 DSpace 커뮤니티의 발전을 위한 매커니즘을 세우고 관리 및 기금 조성을 논의하였다. 기본적으로 DSpace 커뮤니티는 소프트웨어의 기본 소스 코드를 관리하고 새로운 버전을 개발하여 발표한다. 또한 DSpace 서비스가 지속될 수 있도록 지원하며, 학문적 리포지터리의 상호운용을 위한 기능 지원과 표준 적용을 통한 장기 보존을 지원한다. 이용자 커뮤니티의 활성화는 지속적인 기술 개발과 더불어 기술상의 문제 해결을 돕는다. 설치 방법과 관련된 기술사항을 비롯하여 실제적 활용 방안까지 자세히 설명하고 있는 것이 DSpace를 사용하는 이점이라 할 수 있다. 토론방과 영어 , 일본어 , 스페인어로 제공되는 메일링 리스트 , 블로그 및 운영서비스를 지원하는 기관 및 업체가 2007년 5월 현재 12개 이상이 된다.

## Dspace 연합체
현재 DSpace 시스템을 채택한 기관은 DSpace 연합체를 구성하여 DSpace 서비스를 지속적으로 개발하고, 지식정보저장소들간의 상호운영성과 학술생산물의 장기적 보존을 촉진하고 있다. 협력관계에 공식적으로 참가한 기관은 영국의 캠브리지대학교, 미국의 콜롬비아대학교, 코넬대학교, 러체스터대학교, 오하이오대학교, 워싱톤대학교 및 캐나다의 토론토대학교 등 7개교가 있다.

## 아이템의 등록
DSpace에 아이템을 등록할 수 있는 권한은 소속기관 및 소속대학의 교수 또는 연구원에게만 권한을 부여하거나, 직원과 학생에게까지 확대하여 권한을 부여하는 등 각 기관 및 대학의 정책에 따라 신축적으로 운영할 수 있으며, 운영 주체 또한 시스템을 운영하고 있는 곳에서 중앙집중식으로 운영하거나 해외 타기관의 사례에서 볼 수 있듯이 커뮤니티 또는 서브커뮤니티별로 별도의 관리 및 운영자를 지정하여 운영할 수 있도록 되어있다.
시스템 운영을 담당하고 있는 부서에서 중앙집중식으로 운영할 경우 데이터의 품질과 저작권 등에 대한 신뢰성이 확보될 수 있는 반면 업무의 과부하로 등록 자료의 검증작업이 지연될 소지가 있으며, 커뮤니티나 서브커뮤니티별로 운영자를 지정하여 운영할 경우 데이터의 품질과 저작권 등에 대한 신뢰성이 떨어지고 관리자에 대한 체계적이고 전문적인 교육문제가 대두되는 반면 대량의 자료를 신속하게 아카이빙 할 수 있는 장점이 있다.
DSpace에 아이템을 등록하기 위해서는 반드시 회원가입이 선행되어야 하며, 회원가입 후 해당 커뮤니티의 관리자로부터 아이템 등록권한을 부여받아야만 한다. 관리자에 의해 권한을 부여받으면 부여된 컬렉션에 아이템을 등록할 수 있으며 아이템 등록은 모두 8단계를 거쳐서 진행된다.
1. 등록하고자 하는 아이템의 컬렉션을 선택하는 단계
2. 등록하고자 하는 아이템의 일반적인 사항을 체크하는 단계
3. 메타데이터를 입력하는 단계
4. 아이템의 키워드, 초록, 스폰서 등의 정보를 입력하는 단계
5. 원문 파일을 업로드하는 단계
6. 메타데이터 입력사항에 대한 검증 및 수정 단계
7. 라이선스 동의여부를 체크하는 단계
8. 제출 완료 단계.

## 파일 포맷의 지원
Dspace는 다양한 파일 포맷의 지원을 위해 노력하고 있고 디지털 보존을 위한 기술력을 바탕으로 저장된 자원들의 관리를 위해 노력하고 있다. 하지만 모든 파일 포맷에 대한 지원은 어렵기 때문에 Dspace에서는 수록된 자료에 대한 검색이 가능해야 하고 승인된 포맷 파일만을 인정하며 보편적으로 알려진 파일 형식을 지원한다는 파일 포맷과 관련된 정책을 제시하고 있다. 그리고 파일이 Dspace에 업로드 될 때마다 다음과 같은 파일 포맷의 지원에 대한 수준이 표시된다.
Supported - Dspace에서 포맷을 인식할 수 있으며, Dspace는 충분히 구성을 지원한다.
Known - Dspace에서 포맷을 인식은 할 수 있으나 완전한 지원을 보장할 수는 없다.
Unsupported - Dspace에서 포맷을 인식할 수 없으며, 이런 포맷에 대해서는 application/octet-stream, 또는 Unknown으로 표시된다.

## 콘텐츠에의 접근
Dspace는 OAI-PMH 상에서 웹 인터페이스를 통해 콘텐츠에 접근할 수 있는 여러 가지 방법을 제공하는데 메타데이터와 원본 파일을 하나의 아카이빙단위로 결합하여 처리하고 DC XML 표준을 사용하여 대량의 아이템을 반입하거나 반출하는 기능도 지원하고 있다. 그리고 오픈 소스 시스템으로 기관, 회사, 조직 심지어 개인이라도 다운받아 설치할 수 있도록 공개되어 있다. 설치 시에도 기관의 요구 사항에 맞게 수정할 수 있고 자관의 다른 시스템과도 상호 연동이 가능하도록 자바 인터페이스를 제공하고 있다.

## 저작권 정책
DSpace에 등록된 학술정보에 대한 권리는 저자 및 연구자인 교수에게 있고 등록된 자료에 대한 전자 출판, 번역, 배포하는 것은 MIT 도서관에 비독점적 권리의 조건으로 부여하고 있다. 등록되어 있는 연구와 관련된 저작물들은 모두 미국 저작권법에 의해 보호되고 저작권과 관련한 자료를 온라인을 통해 제공하고 있다. 모든 학술정보의 내용을 인용할 때 전자 저널, 소프트웨어, 공연 및 예술 작품, 영화 등의 경우에는 반드시 저작권 정책을 따라야 한다. 저작물에 접근하기 위해서는 크리에이티브 커먼즈 라이선스(Creative Commons License, CCL) 항목을 확인해야 한다.

## 같이 보기
- 학술기관 리포지터리